# Сабо, Ребека
Ребека Каталин Сабо (венг. Szabó Rebeka Katalin; род. 20 ноября 1977, Будапешт) — венгерский эколог и политический деятель. Сооснователь (2013) и сопредседатель (с 2022) левоцентристской партии «Диалог — Партия зелёных». В прошлом — сооснователь (2009) и член исполнительного комитета (2009—2010) партии зелёных «Политика может быть другой» (LMP). Депутат Государственного собрания (2010—2014 и с 2022).

## Биография
Родилась 20 ноября 1977 года в Будапеште.
В 1996 году окончила среднюю школу имени Миклоша Радноти в XIV районе на пештской стороне столицы — Зугло.
В 2001 году окончила факультет естественных наук университета имени Лоранда Этвёша (ELTE TTK) по специальности биолог. В 2005 году на том же факультете окончила докторантуру по биологии, получила свидетельство об окончании (абсолюториум).
Много лет работала экологом. Является автором и соавтором более 15 научных публикаций на венгерском и английском языках. Основными направлениями её исследований являются экология растений, экологическая реставрация, практические вопросы охраны природы и устойчивое развитие.
Занимается восстановлением открытых песчаных лугов на деградированных территориях, так называемой вторичной сукцессией и вариантами восстановления заброшенных пахотных земель, а также охраной природы. 
С 2012 года — научный сотрудник Института экологии и ботаники Центра экологических исследований (ÖK ÖBI).
В 2019 году поступила в докторантуру по химии на факультет естественных наук Печского университета (PTE TTK), которую окончила в августе 2023 года. Получила степень доктора философии (PhD). Является научным сотрудником Института химии.
Помимо родного венгерского, владеет разговорным английским и русскими языками.

## Политическая карьера

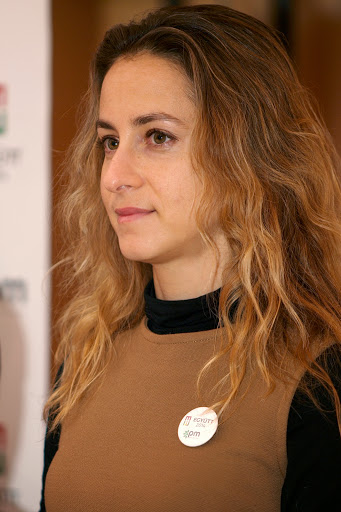
Сабо в 2013 году

В 2008 году стала участницей социальной инициативы «Политика может быть другой» (LMP). В 2009 году стала одной из основателей партии «Политика может быть другой» (LMP). В 2009—2010 годах — член исполнительного комитета.
По результатам парламентских выборов 2010 года впервые избрана депутатом Государственного собрания по списку партии «Политика может быть другой». В 2010—2013 годах была членом Комитета по сельскому хозяйству, членом подкомитета по лесному хозяйству и председателем подкомитета по возобновляемым источникам энергии. 11 февраля 2013 года вместе с 7 другими депутатами вышла из партии «Политика может быть другой» и до конца срока была независимым депутатом. В 2013—2014 годах была членом Комитета национального единства.
Стала одной из основателей партии «Диалог за Венгрию».
С 2014 года — заместитель мэра Зугло. Занимала пост в течение 8 лет. С сентября 2020 года — представитель мэра Будапешта Гергея Карачоня, ответственный за вопросы защиты животных.
На парламентских выборах 2022 года баллотировалась в одномандатном избирательном округе № 10 в медье Пешт в качестве единственного кандидата от оппозиции вместо Михая Гера (Gér Mihály), который победил на праймериз, но снял свою кандидатуру. Не была избрана. После того как Гергей Карачонь отказался от места, стала депутатом Государственного собрания по списку блока из шести оппозиционных партий «Единство за Венгрию» во главе с Петером Марки-Заем. Является членом фракции «Диалог». Является заместителем председателя Комитета по устойчивому развитию, членом подкомитета по защите леса и председателем подкомитета по контролю.
На съезде 10 июля 2022 года избрана сопредседателем партии «Диалог за Венгрию» вместе с Бенце Тордаи. С 1 февраля 2024 года — сопредседатель вместе с Ричардом Барабашем.